# Oscar bait
Oscar bait (en español: «cebo para el Óscar») es un término utilizado en la comunidad cinematográfica para referirse a aquellas películas que parecen haber sido producidas con el único propósito de obtener nominaciones o premios en los Premios de la Academia, comúnmente conocidos como los Óscar. Estas producciones suelen estrenarse poco antes del inicio de la temporada de premios, a finales del año calendario, con el fin de cumplir con los requisitos mínimos de elegibilidad y mantenerse frescas en la memoria de los votantes de la Academia.
Aunque el prestigio o reconocimiento que puede recibir el estudio cinematográfico mediante una nominación o premio puede ser un objetivo importante, en muchos casos este se considera secundario frente al aumento potencial en la recaudación en taquilla que una película de este tipo podría alcanzar. Algunas producciones incluso dependen de dicha visibilidad para generar beneficios económicos.
Las películas catalogadas como Oscar bait suelen compartir ciertas características comunes. Con frecuencia, se trata de dramas históricos de larga duración, producidos con altos valores de producción y ambientados en contextos trágicos o eventos históricos relevantes, como guerras. Estas cintas a menudo son candidatas en categorías técnicas como mejor fotografía, maquillaje y peluquería, diseño de vestuario o dirección de arte.
Aunque el término ha sido utilizado desde al menos 1942 en discusiones sobre cine, la práctica explícita de utilizar las nominaciones al Óscar como estrategia promocional se remonta a 1978. Ese año, la película The Deer Hunter de Michael Cimino se proyectó únicamente para audiencias selectas, compuestas en gran parte por votantes de la Academia y críticos, durante el tiempo justo para cumplir con los requisitos de elegibilidad. Posteriormente, fue lanzada en salas comerciales tras el anuncio de las nominaciones. Finalmente, la película ganó el premio a mejor película en esa edición. En los años siguientes, otros estudios replicaron esta estrategia, y a comienzos del siglo XXI el término Oscar bait se popularizó tanto entre cineastas como entre el público general.
Cabe señalar que no todas las películas consideradas Oscar bait logran su objetivo. Muchas producciones que parecen haber sido concebidas para apelar deliberadamente a los supuestos gustos de los votantes de la Academia no obtienen ninguna nominación. En ocasiones, el público también tiende a evitar estas películas, prefiriendo aquellas que sí han sido reconocidas oficialmente. En un estudio realizado en 2014 por dos profesores de la Universidad de California en Los Ángeles (UCLA), que analizó 3,000 películas estrenadas desde 1985, se identificó a la cinta Come See the Paradise (1990) como uno de los ejemplos más representativos de una película deliberadamente diseñada para atraer la atención de los Óscar sin éxito.

## Análisis estadístico
Un estudio realizado por los sociólogos Gabriel Rossman y Oliver Schilke, de la Universidad de California en Los Ángeles (UCLA), analizó datos extraídos de la base de datos cinematográfica Internet Movie Database (IMDb), incluyendo géneros y palabras clave relacionadas con la trama, en una muestra de 3,000 películas estrenadas entre 1985 y 2009. El objetivo era identificar los elementos narrativos y de producción más propensos a atraer nominaciones a los premios Óscar.
Los investigadores concluyeron que las películas de guerra, los dramas épicos de ambientación histórica y las biografías eran las más propensas a recibir nominaciones. Asimismo, tramas centradas en intrigas políticas, discapacidades, crímenes de guerra o el mundo del espectáculo eran elementos comunes entre las producciones nominadas. También se observó una fuerte correlación entre las nominaciones y los estrenos realizados durante la temporada de premios, así como aquellas películas distribuidas por divisiones independientes de grandes estudios.
El estudio identificó, además, ciertos términos asociados a las tramas que presentaban una correlación negativa significativa con las nominaciones al Óscar. Entre ellos se destacan palabras clave como zombie, implante mamario y película negra independiente.
Según el estudio de Rossman y Schilke, la película que obtuvo la puntuación más alta —y que, por tanto, fue considerada como el ejemplo más evidente de Oscar bait dentro de la muestra analizada— fue Come See the Paradise (1990), dirigida por Alan Parker y distribuida por 20th Century Fox. La elevada puntuación se debió a factores como las nominaciones previas al Óscar recibidas por el director, su ambientación en Hollywood (el protagonista, interpretado por Dennis Quaid, es un proyeccionista) y su enfoque en un hecho histórico trágico (la internación de la esposa e hijos japoneses-estadounidenses del protagonista), todo ello enmarcado en un contexto de guerra y racismo. La película se estrenó de forma limitada en unas pocas ciudades durante la última semana del año, con el único objetivo de cumplir con los requisitos de elegibilidad para los premios. Sin embargo, no recibió ninguna nominación.
En segundo y tercer lugar dentro del estudio figuraron El Señor de los Anillos: el retorno del Rey (2003), ganadora del Óscar a mejor película, y The People vs. Larry Flynt (1996), respectivamente. En el extremo opuesto de la clasificación —es decir, como la película que menos reunía características de Oscar bait— se encontró la nueva versión de When a Stranger Calls (2006), que efectivamente no obtuvo ninguna nominación. Le siguieron Hotel para perros (2009) y La barbería 2 (2004).
Utilizando los datos recopilados, Rossman y Schilke desarrollaron un algoritmo capaz de predecir cuántas nominaciones al Óscar podría recibir una película, basándose en sus similitudes con producciones que habían sido nominadas en años recientes. Los autores señalaron que este tipo de predicción no requería de un análisis estadístico especialmente complejo, ya que publicaciones especializadas como Entertainment Weekly habían logrado anticipar con precisión las nominaciones durante años.
Asimismo, emplearon información sobre los costos de producción de las películas para analizar el sistema de nominaciones como una especie de lotería tipo Tullock, con el fin de estimar la rentabilidad que los estudios obtenían de sus inversiones. El estudio concluyó que, si bien las películas nominadas al Óscar suelen obtener un incremento en la recaudación proporcional al número de nominaciones recibidas, aquellas que presentan lo que denominaron "atractivo Óscar" (Oscar appeal) tienden a generar pérdidas cuando no logran obtener ninguna nominación.
Según Gabriel Rossman, "el público no suele apreciar las cualidades estéticas propias de las películas que aspiran a los premios Óscar". En sus palabras, "estas películas tienden a ser serias y deprimentes, algo que al público general no le agrada; por tanto, producir cintas con aspiraciones a premios puede ser una estrategia más arriesgada de lo que el espectador promedio imagina". No obstante, en cuanto al beneficio que supone recibir nominaciones, Rossman puntualizó: "al público no le gustan las películas que ganan los Óscar, pero sí le gustan los Óscar". El valor económico derivado de obtener nominaciones o premios era, según su análisis, lo que justificaba las pérdidas cuando no se conseguían.
Un año antes, Ira Kalb, profesor de marketing en la Escuela de negocios Marshall de la Universidad del Sur de California, había investigado la magnitud del beneficio económico que puede representar un premio Óscar para una película galardonada. En un artículo publicado en Business Insider, explicó que "cuando se emplea en campañas publicitarias, este sello de validación incrementa el interés del público por ver tanto las películas como a los talentos premiados". Añadió además que dicho reconocimiento prolonga la permanencia de las películas en cartelera, elevando la recaudación, y que aumenta de manera considerable los ingresos por ventas de DVD, transmisiones en plataformas digitales, descargas y emisiones en televisión por cable.
Kalb utilizó como ejemplo principal el caso de El discurso del rey (2010), ganadora del Óscar a mejor película. Antes de ser nominada, se estimaba que su recaudación global rondaría los 30 millones de dólares. Tras obtener 12 nominaciones —la cifra más alta entre las películas contendientes ese año—, dicha proyección se elevó a 200 millones. Kalb señaló que "una nominación al Óscar puede incrementar las ventas de entradas en un tercio, así como generar un repunte en las ventas de DVD de películas que ya no se encuentran en cartelera". Obtener el premio, añadió, amplifica aún más los beneficios. A raíz de su victoria, El discurso del rey se proyectaba como una producción capaz de alcanzar ingresos cercanos a los 500 millones de dólares. Hasta el año 2014, la película había recaudado 414 millones de dólares.
Según Ira Kalb, algunas películas solo logran ser rentables si obtienen nominaciones al Óscar. Por este motivo, los estudios suelen planificar sus campañas promocionales con varios meses de antelación, incluso antes del estreno de las cintas. Se ha estimado que The Weinstein Company invirtió alrededor de 15 millones de dólares en la campaña promocional para El discurso del rey, una cifra comparable a la que fue destinada a la campaña de Shakespeare in Love, ganadora del Óscar a mejor película en 1998 y también producida por el mismo estudio.
Los actores y actrices también obtienen beneficios económicos a partir de una nominación o victoria en los premios de la Academia. Representantes y agentes estiman que sus clientes pueden incrementar hasta en un 20 % sus honorarios por futuros proyectos si han sido nominados o han recibido un Óscar. Tras ganar la estatuilla en 2010 por su interpretación en Cisne negro, se esperaba que Natalie Portman ascendiera a la categoría de actrices mejor remuneradas de Hollywood. De manera similar, Halle Berry comenzó a solicitar más de 10 millones de dólares por película luego de obtener el premio a mejor actriz en 2001 por su papel en Monster’s Ball.